# Flaga Austrii
Flaga Austrii – prostokąt podzielony na trzy poziome pasy: czerwony, biały i czerwony.

## Historia

Flaga rodowa Habsburgów, używana w czasach monarchii

Flaga ta należy do najstarszych symboli Europy. Pochodzi z 1230 roku. 
Legenda głosi, że kolor flagi nawiązuje do białej tuniki księcia Leopolda V Babenberga, zakrwawionej podczas bitwy w 1191 roku (oblężenie Akki w trakcie trzeciej wyprawy krzyżowej). Biały kolor przypomina tę część tuniki, która nie została zbrukana krwią, gdyż była osłonięta pasem. 
Oficjalnie została przyjęta 1 maja 1945. Używano jej jednak również przed II wojną światową oraz, w nieco odmiennej wersji (ukoronowane pole herbowe), jako flagi Cesarsko-Królewskiej Marynarki Wojennej w Austro-Węgrzech.

## Konstrukcja i wymiary
Flaga jest prostokątem o proporcjach 2:3 podzielonym na trzy równe poziome pasy. Według austriackich sił zbrojnych używana czerwień to Pantone 186 C.

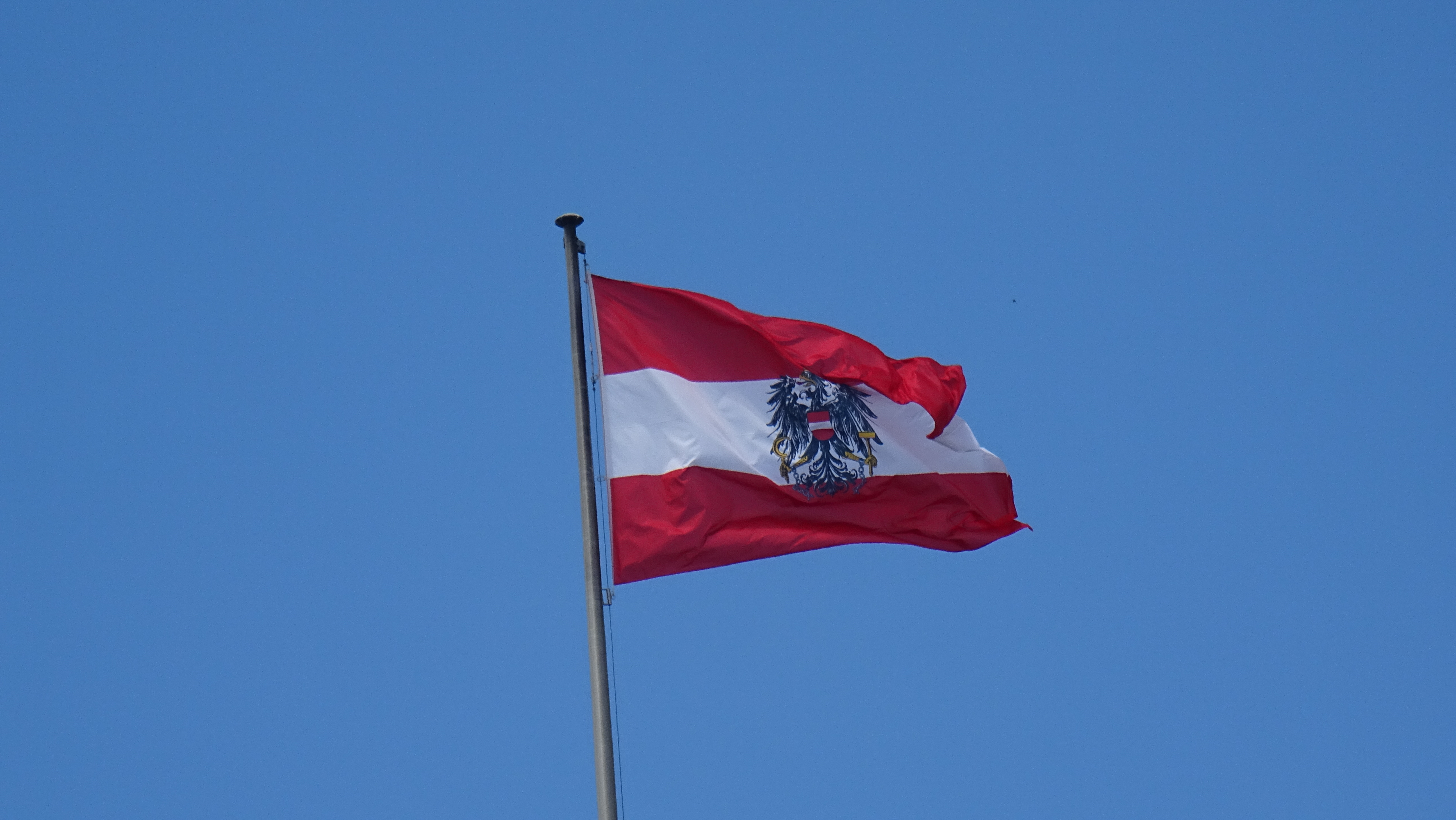
Flaga Austrii na budynku parlamentu.